# تيري بارويك
تيري بارويك (بالإنجليزية: Terry Barwick)‏ هو لاعب كرة قدم بريطاني، ولد في 11 يناير 1983 في شفيلد في المملكة المتحدة. لعب مع سكونثورب يونايتد وغريمسبي تاون ونادي ستاليبريدج سيلتيك ونادي يورك سيتي.

## وصلات خارجية
- تيري بارويك على موقع قاعدة بيانات كرة القدم.إي يو (الإنجليزية)
- تيري بارويك على موقع Soccerbase.com (لاعب) (الإنجليزية)